# Алтман фон Лурнгау
Алтман фон Лурнгау (на немски: Altmann von Lurngau; на италиански: Altemanno di Trento; † 27 март 1149, Тренто) е епископ на Тренто (1124 – 1149).

## Произход и духовна кариера
Той е от фамилията на графовете на Лурн в Лурнгау в Горна Каринтия, Австрия. Син е на граф Удалшалк I фон Лурнгау († 20 ноември 1115) и първата му съпруга Емма фон Лехсгемюнд († 1100), дъщеря на граф Куно фон Лехсгемюнд († 1091/1094) и Мехтилд фон Хорбург († 1092/1094). Правнук е на Тута фон Формбах († сл. 1090), кралица на Унгария, втората съпруга на крал Бела I. Баща му се жени втори път за Аделхайд от Истрия-Крайна (* ок. 1065; † 1122). Баща му е чичо на Гебхард II фон Грьоглинг, епископ на Айхщет (1125 – 1149).
Алтман първо е член на катедралния капител в Пасау, преди да бъде избран за епископ на Тренто (1124 – 1149). Той е богат наследник в Каринтия, Щирия и Инфиртел и през 1126/1142 г. е вторият основател на манастир Зубен, след прабаба му Тута фон Формбах. На 5 февруари 1135 г. той дарява в църквата на Зубен един олтар в чест на „Св. Тройца“, „Св. Мария“ и на „Всички светии“.
През 1146 г. папа Евгений III взема Зубен под своя особена закрила. Епископ Алтман участва през 1147 г. при преговори в Пасау. Той умира след две години в Тренто на 27 март 1149 г. Погребан е в Зубен до родителите си. От тези гробове днес няма повече останки.